# Casey Stoney
Casey Jean Stoney (Basildon, 13 de maio de 1982) é uma futebolista britânica que atua como defensora.

## Carreira
Casey Stoney integrou o elenco da Seleção Britânica de Futebol Feminino, nas Olimpíadas de 2012, sendo a capitã de equipe. 